# Rhyncholaelia
Rhyncholaelia es un género de tan solo 2 especies de orquídeas epifitas que se han reclasificado procedentes del género Brassavola, de las que difieren en los bulbos parecidos a las Cattleya y en la estructura de las flores. Se encuentran en Centroamérica, y Caribe, donde por las noches llena el aire con las fragancias de su perfume parecido a los cítricos.

## Descripción
Como ya se dijo, estas son plantas epifita. muy próximas a las Cattleyas con las que solo tienen de diferencia el número de polinia que en esta especie es de 12 que son desiguales. Los tallos son normalmente cortos. Años atrás las especies dentro de este género estaban incluidas dentro del género Brassavola.

Los pseudobulbos de unos 6 a 30 cm de longitud, son estrechos con forma de lapiceros, y están claramente separados.
Cada pseudobulbo desarrolla una hoja cérea y aspecto de cuero de unos 20 cm de longitud.

La inflorescencia es una sola flor con unos sépalos y pétalos largos y estrechos de color blanco o verde pálido. El labelo de color blanco o crema forma un tubo que abraza rodeando por la parte superior a la columna, en la garganta presenta puntos púrpura. El extremo del labelo con forma trapezoidal muy ancho.
Florecen en primavera, verano. Es planta muy dura y fácil de cultivar, le gusta la luz intensa y aguanta bien la sequía.

## Hábitat
Las Rhyncholaelia es epifita y se encuentra en las tierras tropicales de Centroamérica, y en el Caribe en bosques de montaña.

## Taxonomía
El género fue descrito por Rudolf Schlechter y publicado en Beihefte zum Botanischen Centralblatt. Zweite Abteilung 36(2): 477. 1918.

## Especies deRhyncholaelia
- Rhyncholaelia digbyana (Lindl.) Schltr. 1918. Ver Brassavola digbyana
- Rhyncholaelia glauca (Lindl.) Schltr. 1918. Ver Brassavola glauca.

Rhyncholaelia se encuentra en la misma alianza que el género Cattleya y Laelia.
Estos se emplean de una forma extensiva en hibridaciones.

## Híbridos intergenéricos
Las especies de Brassavola se hibridan fácilmente con especies dentro del género y con otros géneros próximos, tal como Cattleya, Laelia, Bletia, Rhyncholaelia, y Sophronitis. La mayoría de las orquídeas híbridas pertenecen a esta categoría p.e. x Sophrolaeliocattleya, x Brassolaeliocattleya y un gran número de otras variaciones.